# FreeFem++
FreeFem++ es un lenguaje de programación y software enfocado en resolver ecuaciones diferenciales parciales usando el  método de elementos finitos. FreeFem++ está escrito en C++ y desarrollado y mantenido por la Universidad Pierre y Marie Curie y el Laboratorio Jacques-Louis Lions. Corre en GNU/Linux, Solaris, OS X y MS Windows. FreeFem++ es software libre (GPL).
El lenguaje FreeFem++ está inspirado en C++. Hay un IDE llamado FreeFem++-cs.

## Historia
La primera versión fue creada en 1987 por Olivier Pironneau, y fue llamada MacFem (sólo funcionaba en Macintosh); PCFem apareció un tiempo después. Ambos fueron escritos en Pascal
En 1992 fue reescrito en C++ y fue llamado FreeFem. Versiones posteriores, FreeFem+ (1996) y FreeFem++ (1998) usaron el mismo lenguaje.

## Otras versiones
- FreeFem++ incluye versión de modo consola MPI
- FreeFem3D

Versiones obsoletas:
- FreeFem+
- FreeFem

## Programas similares
Existen en la actualidad varios programas informáticos que incorporan la solución de ecuaciones diferenciales por elementos finitos, algunos de ellos requieren ser comprados y otros, como Freefem++, se distribuyen bajo licencias de software libre. Dentro de los pagos, algunos paquetes son:
- Toolbox o conjunto de herramientas para solucionar ecuaciones diferenciales en Matlab, PDETool
- Ansys
- Algor
- SDT Requiere Scilab o Matlab

Algunos paquetes de software libre son:
- OpenFEM
- Elmer